# コンフォリア・レジデンシャル投資法人
コンフォリア・レジデンシャル投資法人（-とうしほうじん）は、東京都渋谷区にある投資法人。東証上場（J-REIT）。

## 概要
東急不動産ホールディングスグループがスポンサーであり、資産運用会社は東急不動産100%子会社の「東急不動産リート・マネジメント株式会社」である。
投資対象は住宅であり、ポートフォリオは東京圏の割合を80%以上とする方針である。

## 沿革
- 2010年6月8日 - 本投資法人の設立
- 2010年6月30日 - 投信法第189条に基づく登録（登録番号 関東財務局長 第71号）
- 2013年2月6日 - 東京証券取引所に上場
- 2017年4月1日 - 資産運用会社の商号が「東急不動産コンフォリア投信株式会社」から「東急不動産リート・マネジメント株式会社」に変更[2]

## ポートフォリオ
2020年12月22日現在で物件数137物件、取得価格2,522億円である。
組み入れている賃貸住宅は、名称に「コンフォリア」を冠する。